# Podravska Moslavina
 Podravska Moslavina  è un comune della Croazia di 1 451 abitanti della Regione di Osijek e della Baranja.